# Chè O’Conor
Chè O’Conor (Danh pháp hai phần: Camellia oconoriana) là một loài chè được phát hiện và mô tả năm 2013 từ những mẫu vật thu được tại Lâm Đồng, Việt Nam.

## Phát hiện và đặt tên
Chè O’Conor được ghi nhận là loài đặc hữu cho vùng cao nguyên Đà Lạt và Lang Biang, là dạng trung gian chuyển tiếp giữa thứ Archaecamellia, Stereocarpus, Piquetia và Chrysantha trong họ Chè Theaceae. Tên tiếng Việt của loài được đặt nhằm vinh danh Geoffrey và Rachel O’Conor.

## Mô tả
- Thân thảo nhỏ đến trung bình, có thể cao đến 7,5 m.
- Lá non hẹp, thuôn dài. Lá trưởng thành có chiều dài từ 30 – 36,5 cm, chiều rộng là từ 8 – 8,5 cm, gốc lá tù.
- Hoa mọc đơn lẻ hoặc thành đôi ở nách lá, cuốn hoa mảnh dài từ 30 – 40 mm, đường kính khoảng 6mm, có màu xanh nhạt đến hồng. Nụ hoa luôn rũ xuống, có dạng hình cầu đến hình trứng; đỉnh nụ tà, có màu vàng và một số vị trí có màu xanh đến hồng. Hoa khi nở có đường kính từ 50 – 60 mm, có màu vàng với viền cánh hoa có màu tím hoa cà đến tím đỏ.
- Quả non có màu xanh nhạt, sáng bóng; quả già có màu nâu, tròn đều nhưng không sáng bóng, có từ 4 – 5 thùy
- Chè O’Conor cho hoa trong tháng 11 và cho quả, hạt trong tháng 2 và tháng 3 năm chí tuyến.

## Phân bổ
Chè O’Conor được tìm thấy ở rừng kín thường xanh cận nhiệt đới trên núi cao, tại các vị trí có tán rừng dày, ít ánh sáng với độ ẩm cao trong nền đất nghèo chất dinh dưỡng.
Chè O’Conor được đề xuất xếp vào hạng Loài cực kỳ nguy cấp – CR D ở quy mô toàn cầu do số lượng cá thể đếm được trong khu vực có diện tích 1 km² là dưới 10 cá thể, và không phát hiện cây non cũng như hạt đang nảy mầm. Bên cạnh đó, khảo sát tại các khu vực lân cận cũng chưa phát hiện thêm quần thể thứ hai.